# Sandra Guida
Sandra Guida (Buenos Aires, 16 de julio de 1962-22 de noviembre de 2022) fue una actriz, cantante y bailarina profesional argentina. 
Nació en el barrio de Caballito, de la Ciudad de Buenos Aires, Argentina. Protagonizó numerosos musicales, entre ellos, Hair, Broadway,  El Diluvio que Viene (como Clementina), Gypsy (Gypsy Rose Lee), Sorpresas, Puck – Sueño de Verano, Chicago el Musical, en el rol protagónico de Velma Kelly (Buenos Aires y México DF), Caravan, Tatuaje, Tango Corrupto, Jazz Swing Tap, La Corte de Faraón y el infantil Sietevidas, la Gatópera.
En Estados Unidos protagonizó -en el rol de Aurora/La Mujer Araña- la gira del musical El Beso de la Mujer Araña bajo la dirección de Harold Prince. Protagonizó El perro del hortelano y Arlequino con la Banda de la risa. 
En Europa, bajo la dirección de Alfredo Arias actuó en Concha Bonita, Tatouage, Cinelandia, Divino Amore, Cabaret Brecht Tango Broadway y Hermanas.
Trabajó en cine en el largometraje El niño pez y en televisión en Hombres de honor, La banda del Golden Rocket, Una Buena Idea, Badia & Cia., entre otros.
Su actividad multifacética la llevó a ser la fundadora y vocalista de la banda  La Fila. Fue profesora en técnicas vocales de interpretación. Grabó varios CD. Ganó los Premios ACE (Argentina) como Mejor Actriz de Musical (2001-2003) y el ACPT (México) como Mejor Actriz de Musical (2002), el Premios Konex 2011 por mejor Intérprete Femenina de Musical y nuevamente el Premios Konex, esta vez como Mejor Solista Femenina de Pop/Balada en 2005.  
Falleció a los 60 años de edad, el 22 de noviembre de 2022.